# Festspiel in deutschen Reimen
Festspiel in deutschen Reimen ist ein Festspiel von Gerhart Hauptmann, das am 31. Mai 1913 in der Regie von Max Reinhardt in der Jahrhunderthalle in Breslau uraufgeführt wurde. Anlass des Auftragswerks war die Hundertjahrfeier der Befreiungskriege.

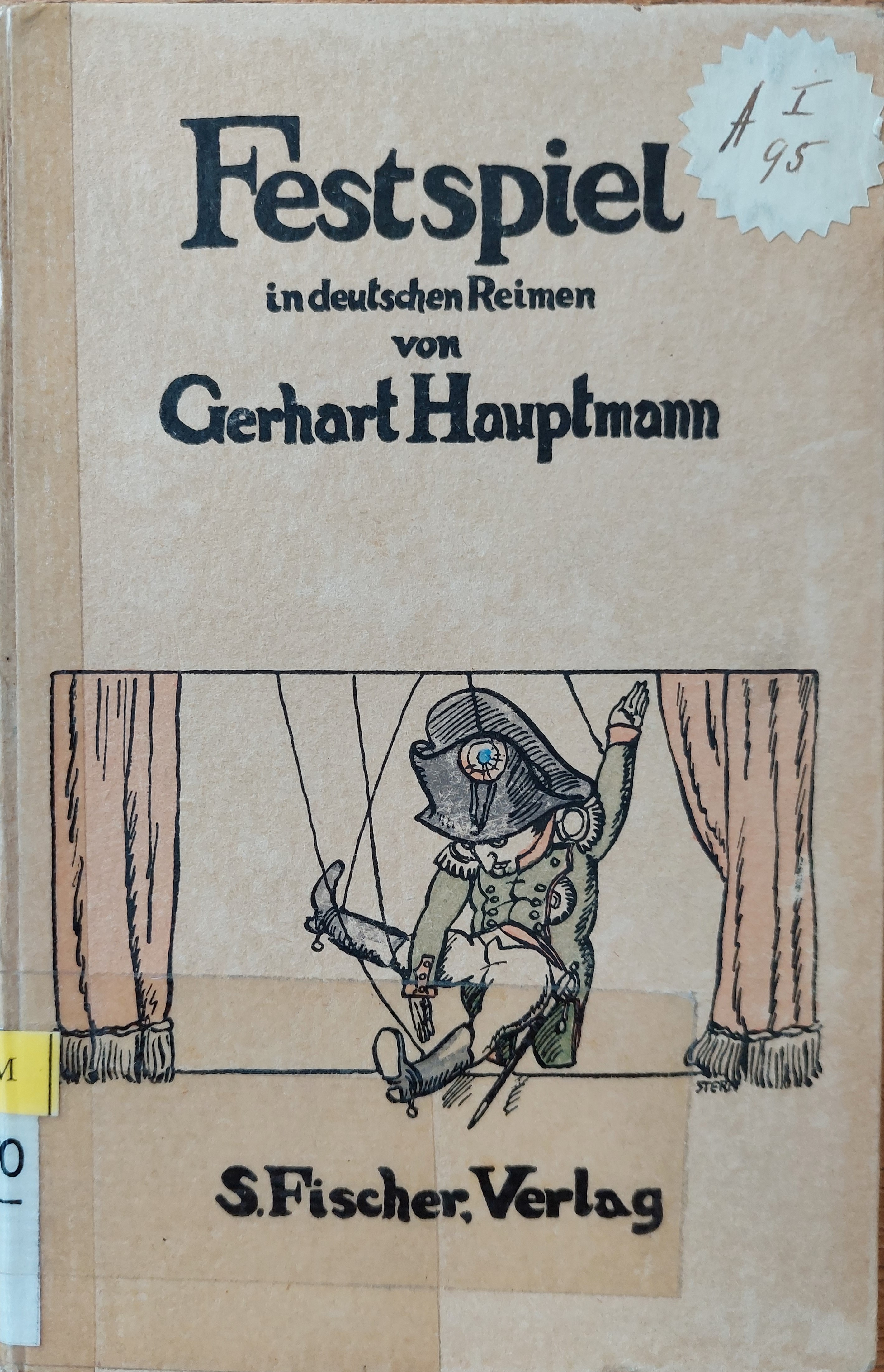
Festspiel in deutschen Reimen 1913

## Inhalt

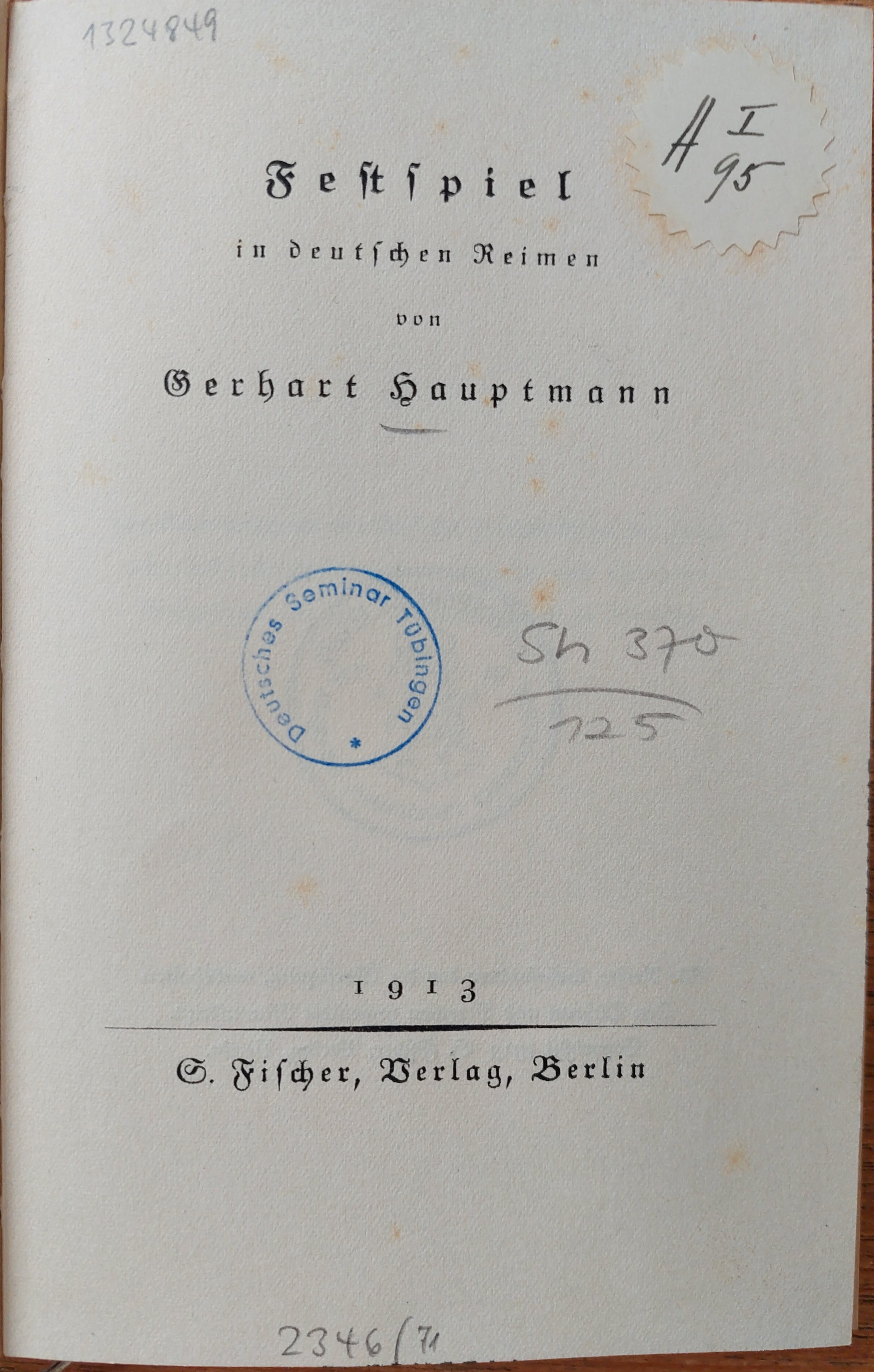

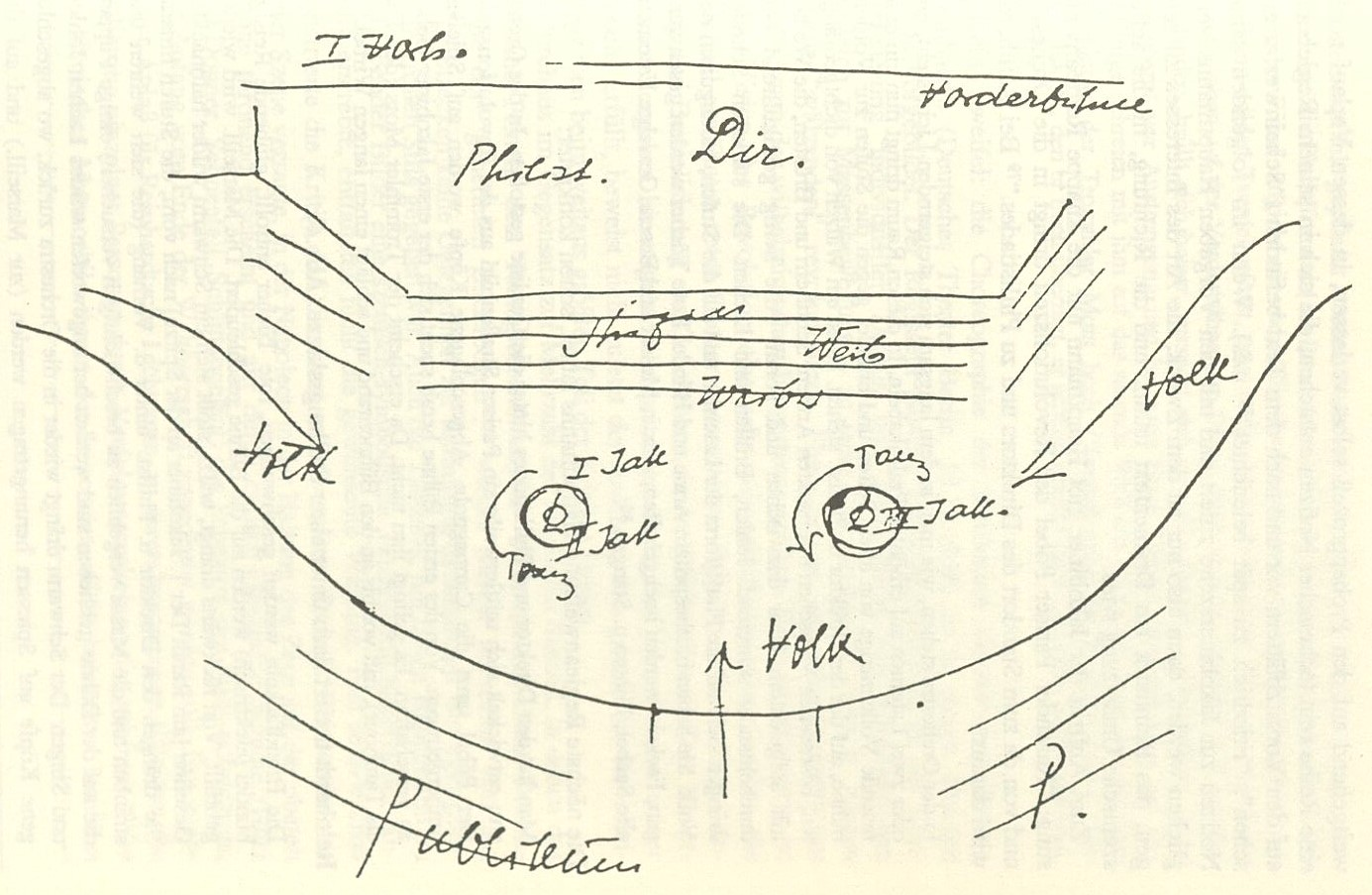
Max Reinhardt: Jakobiner-Szene

Das Festspiel ist nicht in Akte gegliedert, sondern wird durch Regieanweisungen unterteilt. Besonderheit des Stücks ist der Puppenspieleffekt. Bis auf den Direktor und seinen Assistenten Philistiades sind die Akteure Marionetten, die aber auf der Bühne dennoch von realen Personen gespielt werden. Es wird auf drei Bühnen gespielt.
Eingeleitet wird das Festspiel von dem Direktor und Philistiades, die die Puppen auf die Bühne bringen.
Kurz darauf stürmen französische Revolutionäre auf die Bühne und vertreiben den Direktor und Philistiades. Daraufhin tritt Pythia, die Seherin, auf die Bühne und verkündet das Schicksal Europas, bis auch sie von den Franzosen beschimpft wird. Als Nächstes wird ein zwölfjähriger, korsischer Junge, mit einem Kreisel spielend, auf der Bühne gezeigt, den die Revolutionäre zu ihrem Anführer («Vive l’Empereur!») auserkiesen. Darauffolgend findet ein Exkurs zu einem deutschen Karnevalszug statt. Eine Strohpopanz des Kaisers, ein angeketteter Adler, eine Gruppe von Intellektuellen- und eine von Vogelmasken sind Teil des Zuges.
Friedrich II. (Preußen) befreit schließlich den Adler, ohne sich jedoch weiter für das Schicksal der Deutschen verantwortlich zu fühlen. Nachdem der Zug die Bühne verlässt, erscheinen Napoleon und Talleyrand und planen Deutschlands Einheit. Napoleon verschwindet und auf der Bühne erscheinen Hegel, Jahn, Freiherr von Stein, Gneisenau, Scharnhorst, Kleist, Fichte, Blücher und John Bull, die die Idee eines einheitlichen und freiheitlichen Deutschlands propagieren. Nachdem Napoleon blitzeschleudernd auf der dritten Bühne sitzend gezeigt wird, berichten Stimmen aus der Orchestra von einer Schlachtfeldszene mit sterbenden deutschen Soldaten. Daraufhin stürmen deutsche Mütter die Bühne und äußern sich besorgt um den Verbleib ihrer Söhne. Nachdem eine der Mütter festgenommen wird, verwandelt sie sich zu der übermenschlichen Gestalt der Athene Deutschland. Athene Deutschland, gekleidet wie die Pallas Athene, wird zur Gründerin der deutschen Nation und zur Vollstreckerin der Einheitspläne. Nachdem Philistiades Napoleons Scheitern bekannt gibt, erscheint auf der dritten Bühne ein Dom, in den Athene Deutschland und ein Friedenszug von Deutschen einziehen. Als sich alle Vorhänge schließen, kommt der Direktor noch einmal auf die Bühne, um das Stück zu beenden, als Blücher ebenfalls auf die Bühne stürmt. Der Direktor verweist ihn jedoch zurück in die Puppenkiste, da Deutschland nicht mehr seine kriegsbefürwortende Haltung braucht.

## Aufführung

Max Reinhardt und Gerhart Hauptmann bei der Probenarbeit

In der Inszenierung von Max Reinhardt wurde in die riesige Halle, die 4500 bis 6000 Zuschauern Platz bot, eine ebenso gewaltige Bühnenmaschinerie aufgestellt mit 24 Scheinwerfern. Reinhardts Berliner Bühnenbildner Ernst Stern musste bei einem Gesamtetat von 250.000 Mark nicht sparen. In der Bühnenmusik kamen unter anderem die Orgel mit 14.000 Pfeifen, 16 Pauken und 12 Trommeln zum Einsatz. Für das Stück wurden in Breslaus Bürgertum 2000 Statisten angeworben. Als Schauspieler brachte Reinhardt unter anderem Mary Dietrich als Athene, Rosa Bertens als Pythia, Ludwig Hartau als Napoleon und Werner Krauß als Fichte auf die Bühne.

## Absetzung
Das Stück geriet bereits vor der Premiere in die Kritik der nationalistischen Presse. Nach elf von geplanten 15 Aufführungen wurde das Stück am 18. Juni 1913 abgesetzt. Der Protektor der Jahrhundertausstellung, Kronprinz Wilhelm von Preußen, hatte den Breslauer Magistrat gedrängt, das Festspiel vom Spielplan zu nehmen.

## Text
- Gerhart Hauptmann: Festspiel in deutschen Reimen. Zur Erinnerung an den Geist der Freiheitskriege der Jahre achtzehnhundertdreizehn, -vierzehn, -fünfzehn. Aufgeführt bei der Jahrhundertfeier in Breslau 1913. Berlin: S. Fischer, 1913
- Gerhart Hauptmann: Festspiel in deutschen Reimen / Uroczyste widowisko w niemieckich rymach. Neuveröffentlichung mit polnischen Übersetzung. Görlitz, Ars Augusta e.V. 2018. Zum Text.